# Angola na Letnich Igrzyskach Paraolimpijskich 2008
Angolę na Letnich Igrzyskach Paraolimpijskich w Pekinie reprezentowało 5 zawodników – 4 mężczyzn i 1 kobieta.

## Medale

### Srebro
- José Armando Sayovo – lekkoatletyka, 100 m na wózkach (T11)
- José Armando Sayovo – lekkoatletyka, 200 m na wózkach (T11)
- José Armando Sayovo – lekkoatletyka, 400 m na wózkach (T11)

## Kadra

### Lekkoatletyka
- Jose Armando Sayovo

100 m na wózkach (T11) – 2. miejsce
200 m na wózkach (T11) – 2. miejsce
400 m na wózkach (T11) – 2. miejsce
- Francisco Manuel

100 m na wózkach (T11)
200 m na wózkach (T11)
skok w dal
- Octavio dos Santos

100 m na wózkach (T11)
200 m na wózkach (T11)
400 m na wózkach (T11)
- Evalina Alexandre

100 m na wózkach (T12)
200 m na wózkach (T12)
400 m na wózkach (T12)
- Domingos Sebastiao

100 m na wózkach (T46)
200 m na wózkach (T46)